# Volba prezidenta Československa 1957
Volba prezidenta Československa proběhla 19. listopadu 1957 ve Vladislavském sále Pražského hradu, na schůzi Národního shromáždění republiky Československé, kterou vedl předseda Zdeněk Fierlinger. Předchozí prezident Antonín Zápotocký zemřel na infarkt během výkonu mandátu 13. listopadu 1957. Antonín Novotný byl jednohlasně zvolen šestým československým prezidentem.

## Pozadí
Zamýšleným adeptem na funkci prezidenta byl předseda vlády Viliam Široký, kdyby byl zvolen stal by se prvním Slovákem v úřadu československého prezidenta. Na základě intervence Nikity Chruščova byl ale nakonec nominován první tajemník ÚV KSČ Antonín Novotný.

## Průběh volby
Prezidentské volby se účastnilo všech 353 poslanců, kteří hlasovali zdvihnutím ruky nebo povstáním v poslanecké lavici. Novotný obdržel hlasy všech přítomných poslanců Národního shromáždění.